# Gare de King Street
La  gare de King Street est une gare ferroviaire des États-Unis située dans la ville de Seattle dans l'État de Washington; elle est desservie par Amtrak et Sound Transit. C'est une gare avec personnel.

## Histoire
Elle est construite en 1906 par la Great Northern Railway et la Northern Pacific Railway.

## Service des voyageurs

### Desserte
- Lignes d'Amtrak[1] :
  - Le Cascades : Eugene - Vancouver
  - Le Coast Starlight : Los Angeles - Seattle
  - L'Empire Builder : Seattle - Chicago
- Sounder commuter rail :
  - North line
  - South line
- Rocky Mountaineer :
  - Le Coastal Passage ; vers Banff ou Jasper
- Métro léger de Seattle :
  - Central line